# Nguru (Band)
Nguru ist eine Ska-Band aus der Umgebung Churs, dem Hauptort des Kantons Graubünden in der Schweiz. Sie wurde 1996 gegründet.

## Geschichte
Bereits kurz nach ihrer Gründung erarbeitete sich die sechsköpfige Gruppe in Chur einen guten Ruf als Live-Band und trat 1997 erstmals auch ausserhalb Churs auf. 1998 wurde Leech Records auf Nguru aufmerksam und nach einigen Konzerten und Auftritten nahmen sie im Jahr 2000 ihre erste Platte mit dem Titel Twelvepack auf. Die Kritiken fielen (auch international) überwiegend positiv aus: Sie erlaubten ihnen, in den letzten zwei Jahren als Vorgruppe für internationale Skagrössen wie dem New York Ska-Jazz Ensemble und Skarface auf grossen Bühnen zu spielen. Dazu spielten sie auch an grösseren Festivals wie in Interlaken am Greenfield.
2001 nahm die Band ihr zweites Album Timezone II auf. Neben den von Nguru gewohnten Skatracks kamen diesmal gezielt Reggae-, Dub- und Hip-Hop-Beats zum Einsatz. Dennoch wollten sie, laut eigenen Aussagen, die Ska-Schiene nie verlassen.
2004 veröffentlichten sie ihr Album Songs from the Boondocks.
2005 trat Carlo Egle die Nachfolge von Matti Tscharner an, welcher seit 1996 Songwriter und Sänger der Gruppe war und jetzt unter dem Namen „Malenco“ auf Solo-Pfaden unterwegs ist. Nur mit Gitarre und Mundharmonika „bewaffnet“ spielt „Malenco“ Reggae-, Folk- und Rocksongs.
2007 veröffentlichten sie ihr Album IV: With Bleeding Hearts Through Burning Skies.
2010 trat Elmar Tscharner die Nachfolge von Martin Würth an. 2015 trat Richard Just die Nachfolge von Lukas Waldburger an.
2015 veröffentlichten sie ihr neustes Album Wolfpack.

## Diskografie

### Alben
- 2000: Twelvepack (Leech Records)
- 2002: Timezone II (Leech Records)
- 2004: Songs from the Boondocks (Leech Records)
- 2007: IV: With Bleeding Hearts Through Burning Skies (Leech Records)
- 2015: Wolfpack

### Beteiligung an Kompilationen
- Skampler 4 (Leech Records) mit The Spider & The Sperm
- Global Ska 2 (Revelde Discos, Spanien) mit Never Known
- Mailorder Is Fun in Europe (Asian Man Records, USA/Leech Records) mit The Way It Is
- From Punk to Ska 2 (Wolverine Records) mit Shy Guy
- Punx.ch Compilation (Sunburst, CH) mit Timezone II
- Kick Ass Ska (Pimp Records, CH) mit Cool but Dangerous
- The Best Fucking Ska in the World (Fucking Northpole Records, Norwegen) mit 1983
- Swiss Punk Sampler! (Toxx Records, CH) mit Cool but Dangerous
- Walking to the Beat (Skalp Records, Bulgarien) mit Sorry Mr.
- Dope Shit (Snowboard-Movie-DVD, CH) mit Life's Too Short
- Pirates of Skalanda (808 Records, CH) mit Arm Your Demons und Burning Skies